# Мјанмар на Светском првенству у атлетици у дворани 2008.
Мјанмарје дебитовао на светским првенствима у дворани на Светском првенству 2008. одржаном у Валенсијиу од 7. до 9. марта. Представљао га је 1 атлетичар који се такмичио у трчању на 1.500 метара.
Представник Мјанмара није освојила ниједну медаљу, али је оборио национални рекорд на 1.500 метара.

## Резултати

### Мушкарци
| Атлетичарка | Дисциплина | Лични рекорд | Квалификације | Квалификације | Финале               | Финале       | Детаљи |
| Атлетичарка | Дисциплина | Лични рекорд | Резултат      | Место         | Резултат             | Место        | Детаљи |
| ----------- | ---------- | ------------ | ------------- | ------------- | -------------------- | ------------ | ------ |
| Maung Chet  | 1.500 м    |              | 4:04,65 НР    | 9. у гр. 2    | Није се квалификовао | 30 / 30 (32) |        |